# Callionima inuus
Callionima inuus, popularmente conhecida como mariposa-esfinge, é uma espécie de artrópode lepidóptero, mais especificamente de mariposa, pertencente à família dos esfingídeos (Sphingidae). Tem ampla distribuição ao longo da América do Norte (México), América Central e América do Sul.

## Taxonomia e sistemática
Callionima inuus foi originalmente descrita por Charles Rothschild e Karl Jordan em 1903 sob o nome Hemeroplanes inuus. A espécie seria transferida ao gênero Callionima por d'Abrera (1987). A localidade-tipo da espécie é Junín, no Peru.

## Descrição
Mais semelhante a Callionima parce e Callionima falcifera, mas distinguível pela asa anterior ter uma margem externa apenas ligeiramente convexa, levando a um ápice agudo, mas não falcado, e por apresentar uma linha apical estreita, reta (não curva), pálida, correndo para dentro a partir do ápice até M2, posicionada muito mais próxima da mancha de lúnulas marrom-claras do que da margem externa. A genitália masculina apresenta unco achatado, dividido em quatro lobos, sendo os mediais longos e delgados, e os laterais triangulares e curtos. O gnato possui dois processos delgados que se curvam para dentro em direção um ao outro. A harpe termina em um processo delgado, curvo e obtuso, e a valva apresenta espinhos na borda ventral próxima à harpe. O falo (edeago) não possui armadura externa.
A larva é semelhante à larva de Callionima falcifera. A larva apresenta segmentos torácicos mais estreitos que os abdominais, com coloração geral verde-amarelada e ausência de manchas. A cabeça, também verde e achatada, exibe uma faixa branca em cada lado, que se estende até o primeiro segmento torácico, onde adquire tonalidade amarelada com margens pretas. No corpo, as faixas amarela e preta tornam-se mais estreitas e pouco evidentes, seguindo paralelas pela região subdorsal até alcançar a projeção dorsal do oitavo segmento abdominal. O espinho dorsal apresenta uma leve curvatura para baixo.

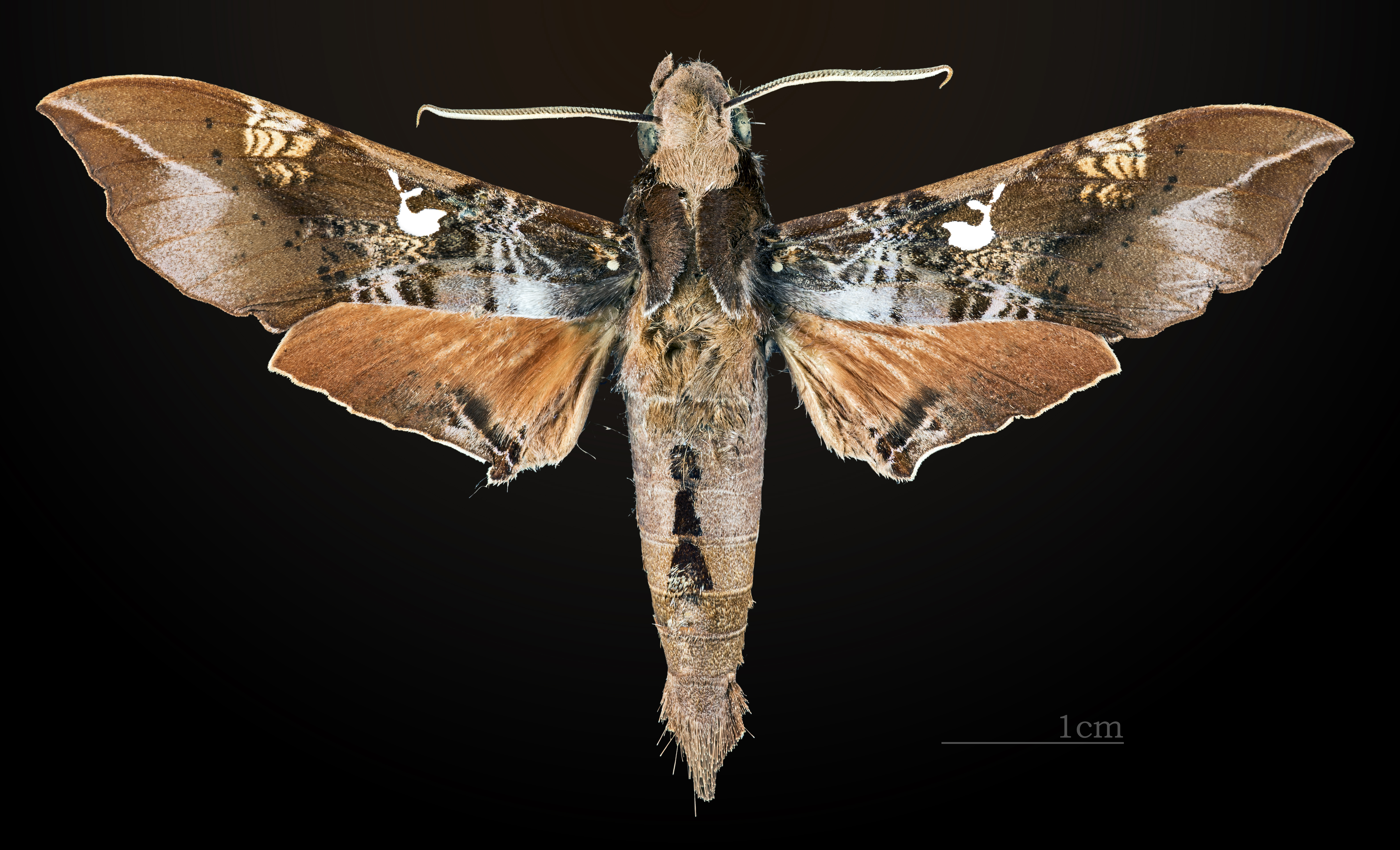
Macho, lado dorsal
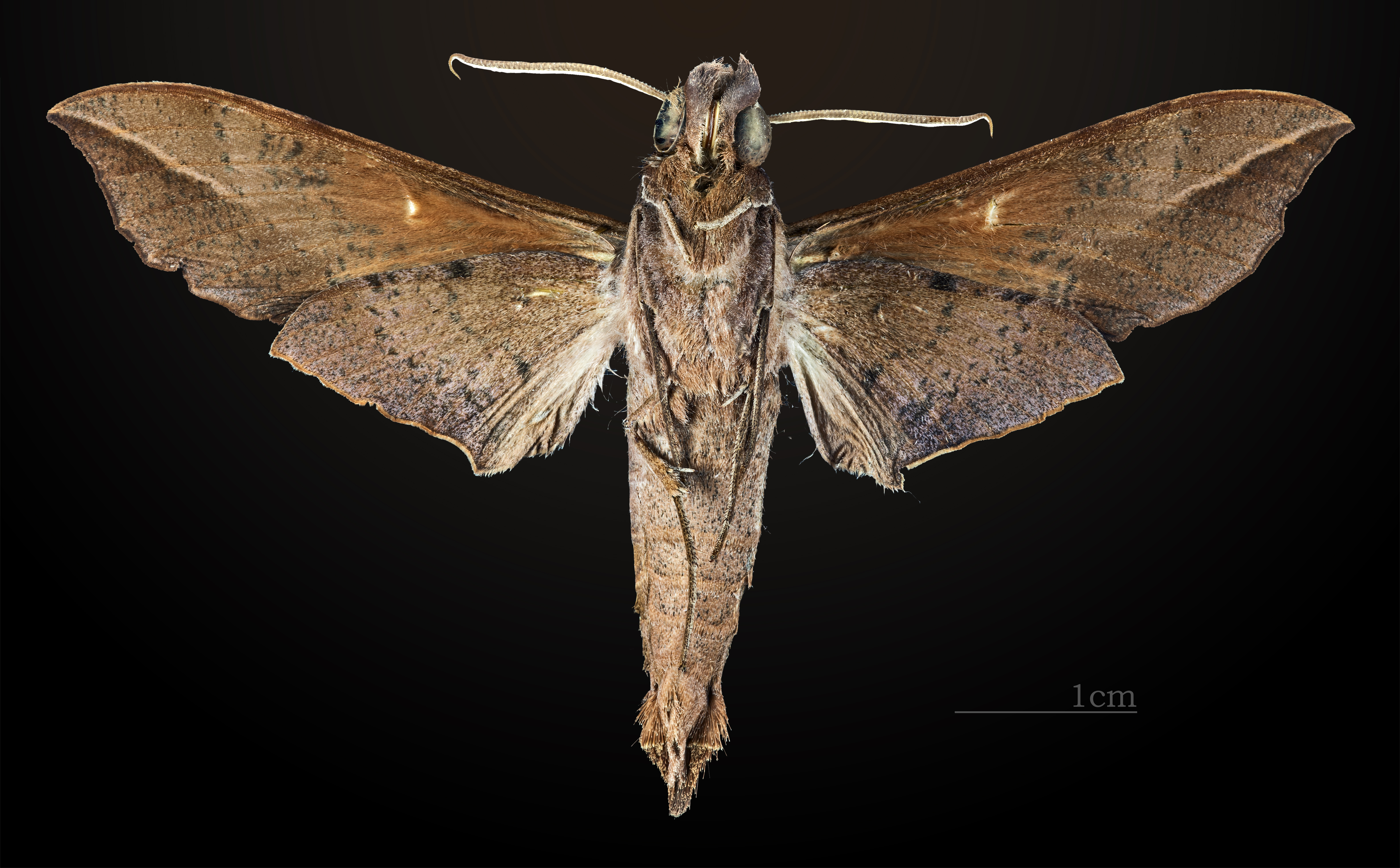
Macho, lado ventral
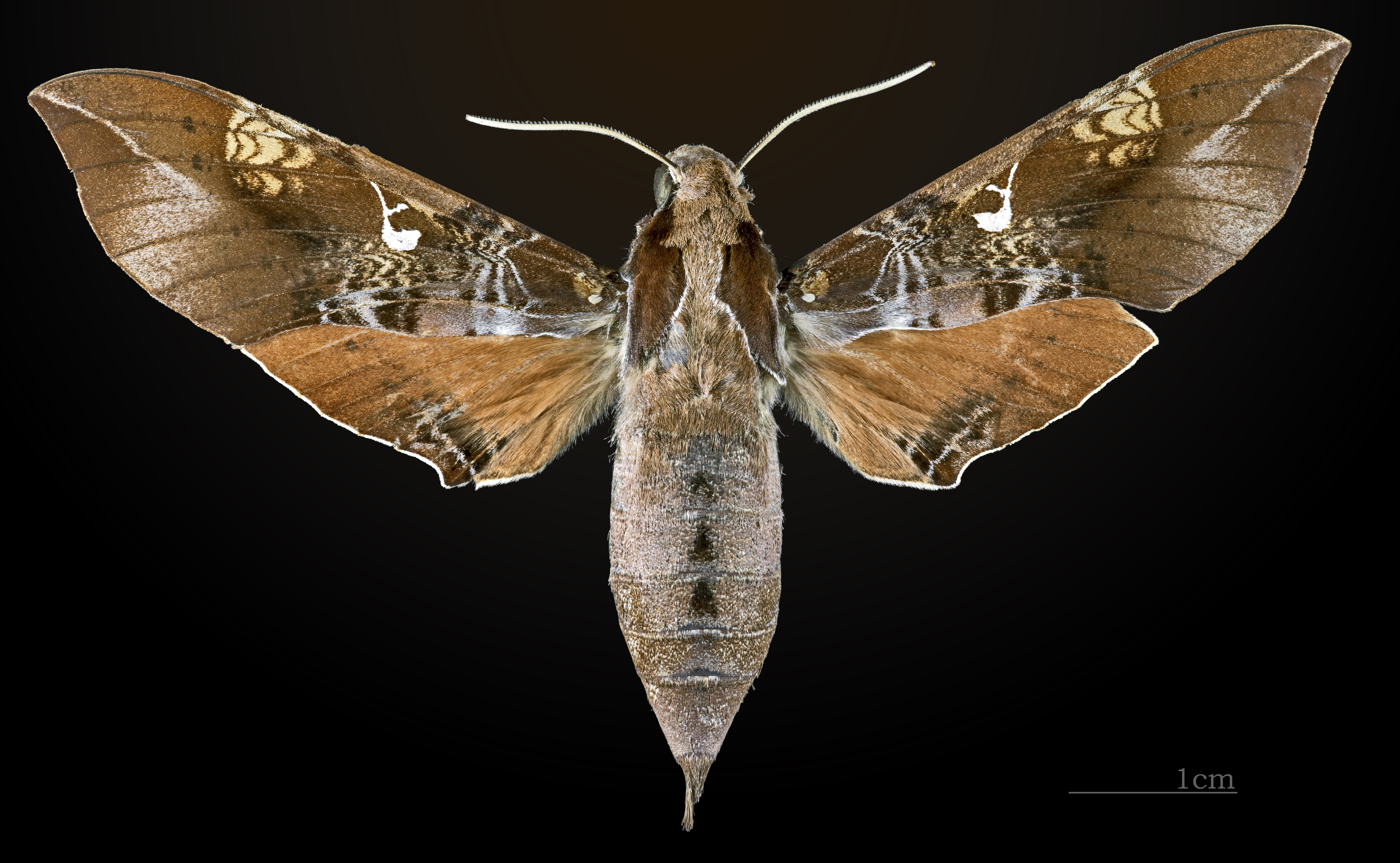
Fêmea, lado dorsal
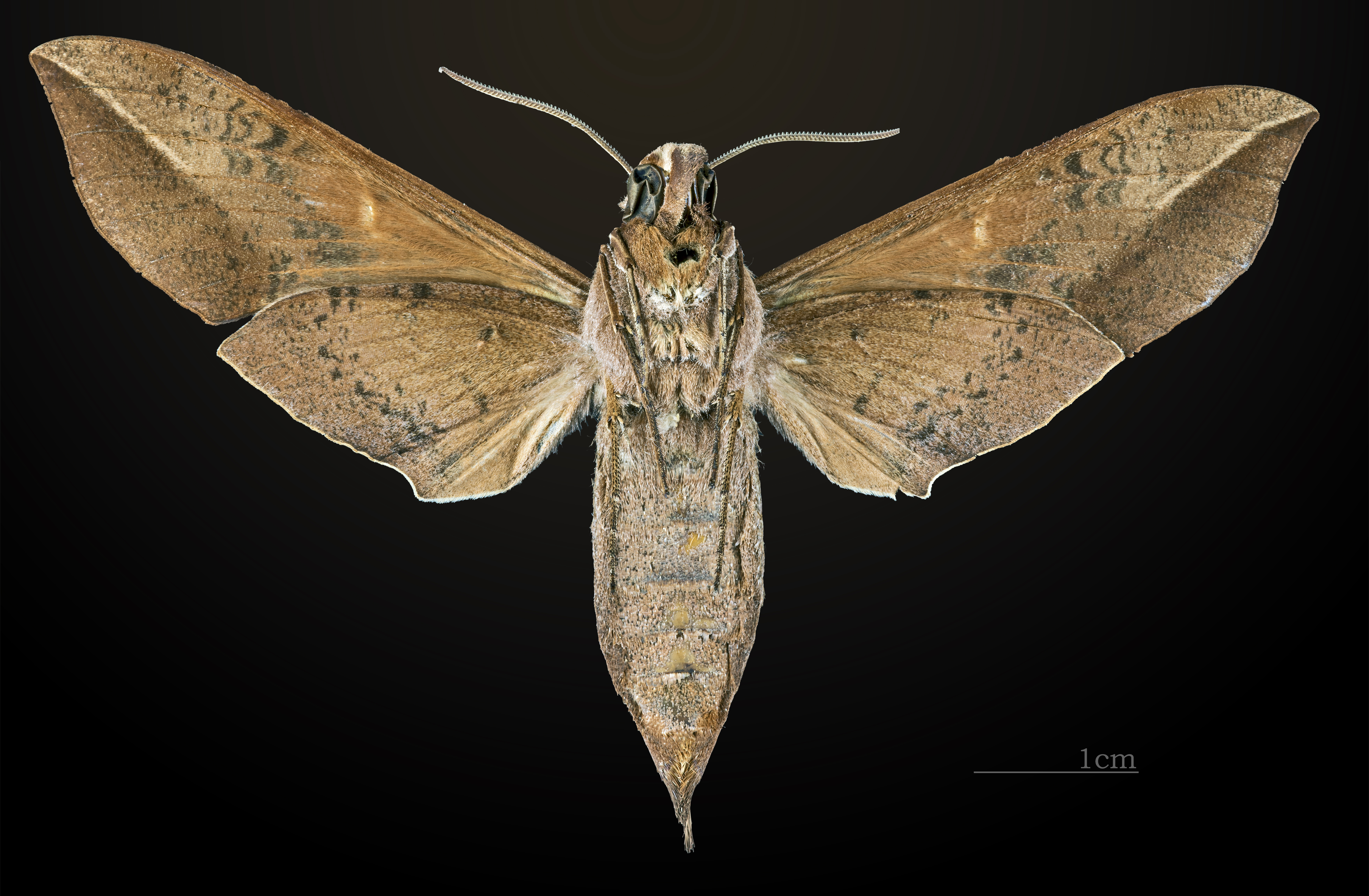
Fêmea, lado ventral

## Distribuição e habitat

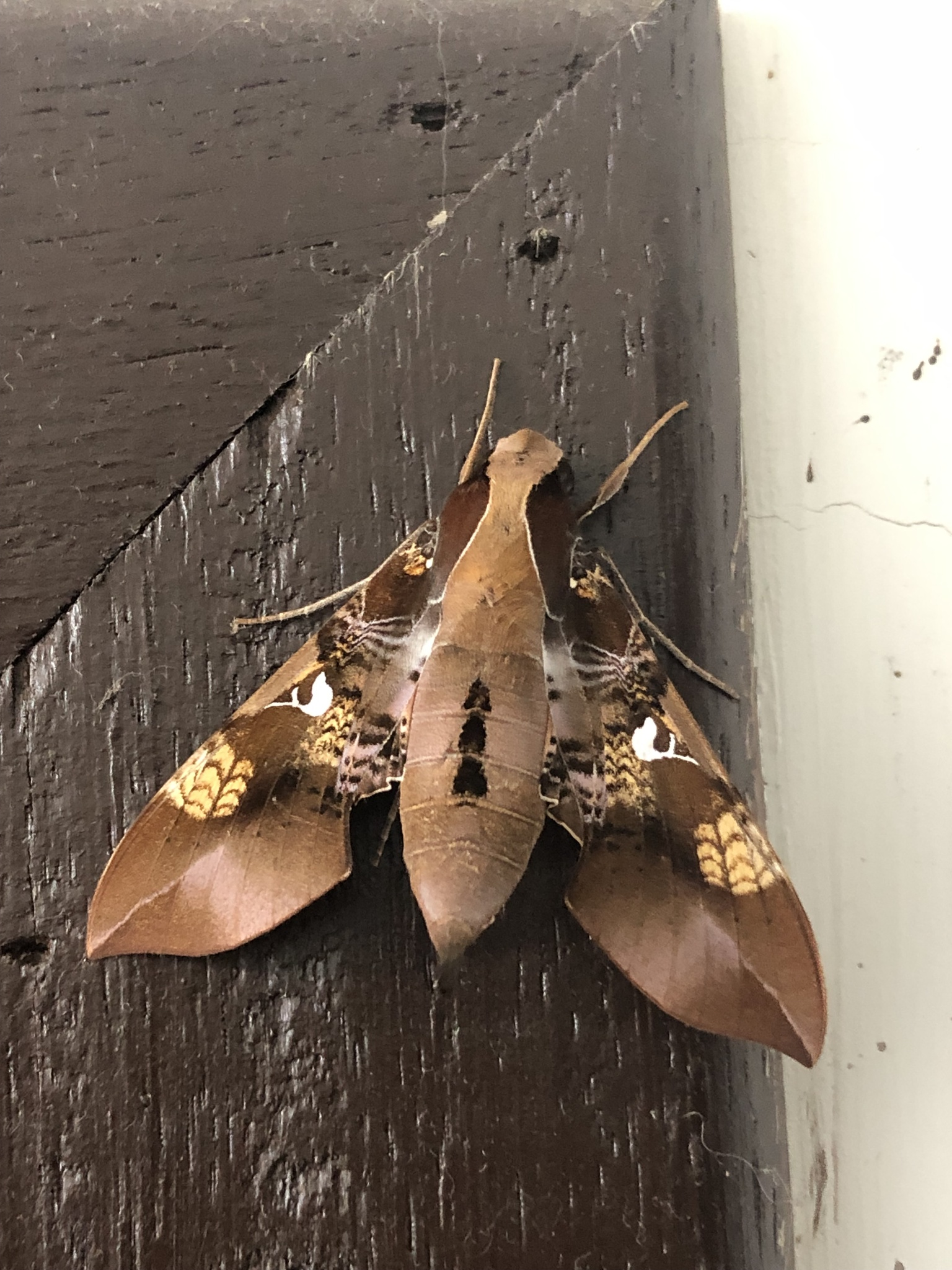
Indivíduo avistado em Florianópolis

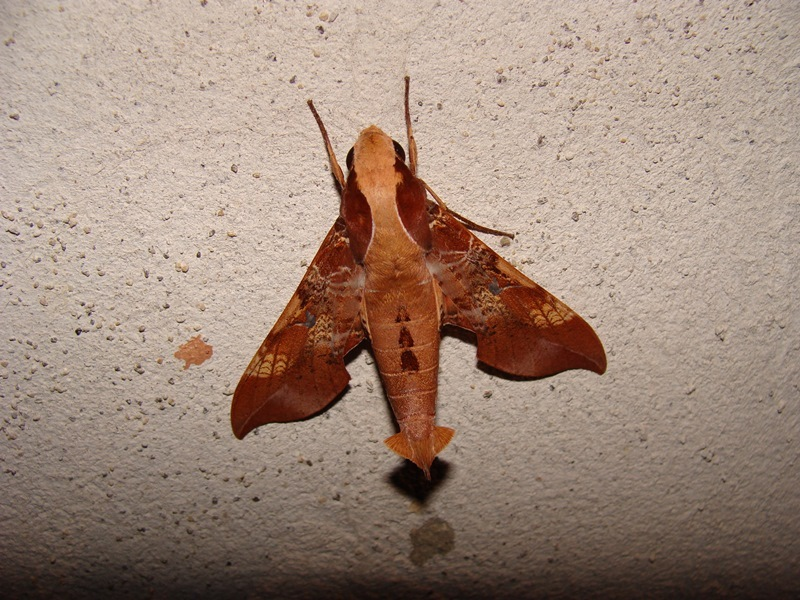
Indivíduo avistado em Huixtla, em Chiapas, no México

Callionima inuus ocorre desde o México (Oaxaca e Chiapas), passando por Belize, nos distritos de Orange Walk, Cayo e Toledo; Guatemala; Nicarágua, nos departamentos de Jinotega, Matagalpa, Zelaya e Rio São João; Costa Rica, nas províncias de Guanacaste, Puntarenas, Limão, Heredia, Alajuela, São José e Cartago; no Panamá; na Venezuela, nos estados de Amazonas, Aragua, Bolívar, Miranda e Táchira; no Paraguai, na região de Paraguarí; na Bolívia, nas áreas de La Paz (a 450 metros de altitude) e Santa Cruz (750 metros); na Argentina, nas províncias de Chaco, Correntes (66 metros), Entre Rios, Formosa, Jujui, Missões (entre 158 e 546 metros), Salta e Santa Fé; e Peru, a 662 metros de altitude.  No Brasil, está presente nos estados do Amazonas, Bahia, Espírito Santo, Goiás (Alto Paraíso de Goiás), Maranhão, Mato Grosso, Paraná, Pará, Pernambuco, Rio Grande do Sul, Rio de Janeiro, Rondônia, Roraima, Santa Catarina (Balneário Camboriú, Blumenau, Braço do Norte, Brusque, Florianópolis, Imbituba, Itaiópolis, Ibirama, Itajaí, Penha, São Bento do Sul e Seara) e São Paulo (Américo Brasiliense), nos biomas da Amazônia, Cerrado, Mata Atlântica e Pampa. Em termos hidrográficos, é encontrada nas sub-bacias do Doce, do Guaíba, do Jequitinhonha, do litoral de Alagoas, Pernambuco, Paraíba, Rio de Janeiro, São Paulo, Paraná e Santa Catarina, do Madeira, do Negro, do Paranapanema, do Paraíba do Sul, do Purus, do Tapajós, do Tietê, do Alto e Baixo Tocantins, do Médio Uruguai e do Xingu. Habita áreas florestadas.

## Ecologia
Adultos de Callionima inuus estão em voo ao longo de todo o ano, com registros de captura em todos os meses na Costa Rica. Após o período pupal, os indivíduos emergem de casulos frágeis formados entre a serapilheira. As fêmeas apresentam maior atividade entre 23h e 3h, enquanto os machos concentram seu voo entre a meia-noite e 2h30. A atração dos machos ocorre por meio de um feromônio liberado por uma glândula localizada na extremidade abdominal das fêmeas. Ambos os sexos alimentam-se de néctar de flores e respondem à atração por luzes artificiais, sendo os machos capturados com maior frequência dessa maneira. As larvas provavelmente têm como plantas hospedeiras Tabernaemontana alba, Stemmadenia spp. e Ambelania spp. e outros membros da família das apocináceas.

## Conservação
Em 2018, Callionima inuus foi classificada como pouco preocupante (LC) no Livro Vermelho da Fauna Brasileira Ameaçada de Extinção do Instituto Chico Mendes de Conservação da Biodiversidade (ICMBio). As principais ameaças à espécie incluem culturas anuais, silvicultura e pecuária nos biomas Cerrado e Pampa; expansão urbana e poluição luminosa na Mata Atlântica; além de queimadas não planejadas e não autorizadas nas áreas de ocorrência. Contudo, essas ameaças ainda não são consideradas suficientes para colocar a espécie em risco de extinção num futuro próximo. Em sua área de distribuição, ocorre em algumas áreas de conservação: a Área de Proteção Ambiental de Petrópolis (APA Petrópolis), a Estação Ecológica de Maracá (ESEC Maracá), o Parque Nacional da Chapada dos Veadeiros (PARNA Chapada dos Veadeiros), o Parque Nacional da Serra dos Órgãos (PARNA Serra dos Órgãos), o Parque Nacional do Jaú (PARNA Jaú), a Reserva Biológica do Gurupi (Rebio Gurupi), o Parque Estadual da Serra do Mar (PE Serra do Mar), o Parque Estadual Intervales (PE Intervales), a Reserva Particular do Patrimônio Natural Fazenda Limeira (RPPN Fazenda Limeira), a Reserva Particular do Patrimônio Natural Fazenda Suspiro (RPPN Fazenda Suspiro), a Reserva Particular do Patrimônio Natural Frei Caneca (RPPN Frei Caneca), a Reserva Particular do Patrimônio Natural Parque Ecológico Artex (RPPN Parque Ecológico Artex), a Reserva Particular do Patrimônio Natural Sítio do Bananal (RPPN Sítio do Bananal) e a Terra Indígena Alto Rio Negro (TI Alto Rio Negro).